# 5039 Rosenkavalier
5039 Rosenkavalier (1967 GM1) là một tiểu hành tinh vành đai chính được phát hiện ngày 11 tháng 4 năm 1967 bởi F. Borngen ở Tautenburg.